# Nová Ves nad Lužnicí
Nová Ves nad Lužnicí é uma comuna checa localizada na região da Boêmia do Sul, distrito de Jindřichův Hradec.